# Чемпионат России по вольной борьбе 1995
Чемпионат России по вольной борьбе 1995 года проходил в Перми.

## Медалисты
| Категория | Золото                             | Серебро                         | Бронза                           |
| --------- | ---------------------------------- | ------------------------------- | -------------------------------- |
| До 48 кг  | Пётр Юмшанов Якутия                | Евгений Красильников Якутия     | Артыш Доржу Тыва                 |
| До 52 кг  | Чечен-Оол Монгуш Красноярск        | Сергей Замбалов Бурятия         | Дугар Жамсуев Бурятия            |
| До 57 кг  | Абдулазиз Азизов Дагестан          | Василий Стручков Якутия         | Вячеслав Сенек ЯНАО              |
| До 62 кг  | Зелимхан Ахмадов Северная Осетия   | Марат Урусов Карачаево-Черкесия | Шамиль Даитбеков Дагестан        |
| До 68 кг  | Рамис Рамазанов Дагестан           | Игорь Купеев Северная Осетия    | Очир Дамдинов Бурятия            |
| До 74 кг  | Насыр Гаджиханов Дагестан          | Сайгид Катиновасов Дагестан     | Тотраз Арчегов Северная Осетия   |
| До 82 кг  | Станислав Албегов Северная Осетия  | Хаджимурад Магомедов Дагестан   | Гари Модосян Красноярск          |
| До 90 кг  | Виталий Гизоев Северная Осетия     | Сослан Фраев Северная Осетия    | Андрей Лыков Красноярск          |
| До 100 кг | Константин Александров Калининград | Сергей Ковалевский ХМАО         | Вадим Тасоев Северная Осетия     |
| До 130 кг | Лери Хабелов Северная Осетия       | Андрей Шумилин Калининград      | Георгий Кайсынов Северная Осетия |